# Айман — Шолпан
Айман Шолпан (каз. Айман-Шолпан) — казахская народная лиро-эпическая поэма первой половины XIX века впервые записанная и опубликованная Жусипбеком Шайхисламулы. В 1896, 1898, 1901, 1906, 1910, 1913 годах была опубликована казанским издательством. Несколько раз переиздавалась после революции в 1939 и 1957 годах. Поэма составлена не раньше 50-х годов XIX века и написана в реалистическом стиле.
Сюжет поэмы в основном охватывает общественную жизнь казахского народа в первой половине XIX века. Среди персонажей есть имена людей, действительно существовавших в истории - Котибар, Арыстан, Есет и другие. Сюжет строится вокруг борьбы бая Мамана и батыра Котибара. Одна из героинь - Айман, стремящаяся к личной свободе.
Структура, способ создания образов, языковые особенности показывают, что песня родилась в старинной поэтической традиции. Есть признаки письменной литературной традиции.

## Сюжет
Главная героиня поэмы — девушка Айман дочь бая Мамана, которая освобождает себя и свою сестру Шолпан из плена и примиряет враждующие роды. В поэме присутствуют реальные исторические лица — батыры и бии. Содержание поэмы заключается в междоусобной борьбе бая Мамана из рода Тама и батыра Котибара из рода Шекты. В поэме опоэтизировано народное представление о чести, великодушии, смелости, находчивости. В произведении хорошо показаны аульный кочевой быт, высмеиваются баи и батыры.

## Особенности
В отличие от более древних памятников казахского эпоса («Кобланды-батыр», «Алпамыш», «Ер-Таргын»), в «Айман-Шолпан» отсутствуют мифологические образы.
В казахской народной литературе, казахские лирические эпосы оканчиваются печально, однако «Айман-Шолпан» единственная поэма со счастливым концом.

## Театр
По мотивам народной поэмы Мухтаром Ауэзовым создана одноимённая комедийная драма (1934 год), которая много лет входит в репертуар Казахского государственного академического театра оперы и балета. С 1960 года её ставят в других драматических театрах.